# Merolonche ursina
Merolonche ursina är en fjärilsart som beskrevs av Smith och Dyar 1899. Merolonche ursina ingår i släktet Merolonche och familjen nattflyn. Inga underarter finns listade i Catalogue of Life.

## Bildgalleri

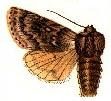